# Teutatès
Pour les articles homonymes, voir Toutatis.
Dans la mythologie gauloise, Teutatès (parfois appelé Toutatis) est un dieu celte que l’on connaît par l’épopée La Pharsale de Lucain, un récit de la guerre civile qui opposa Jules César et Pompée ; il est mentionné avec Ésus et Taranis.

## Étymologie et prononciation
Ce dieu est connu par des inscriptions sous la forme « Totates » retrouvées au sanctuaire de Beauclair, à Voingt (Puy-de-Dôme), en territoire arverne. Teutatès est une forme archaïque ou une variante de Toutatis, il provient de toutā qui a évolué en t'e'utā et tōtā.
Le sens est « père de la tribu, de la nation »[réf. nécessaire].
La forme Teutatès est d'ailleurs un barbarisme venu d'une mauvaise lecture des caractères grecs utilisés par les Celtes[réf. nécessaire]. Le êta grec « η » était lu en grec comme en gaulois /e:/, un é long donc et pas un « ê » jusqu'au IIe siècle av. J.-C. inclus. Ainsi, le nom de la déesse Belisama s'écrivait-il « Βηλισαμα ». Lors du Ier siècle apr. J.-C. le êta était passé à i « η ημέρα » = le jour et « αι Αθίναι » = Αthènes passèrent de la prononciation /é éméra/ et / ay aθίnay/[Quoi ?] aux prononciations /i iméra/ et /è aθίnè/ toujours actuelles (en dehors de l'article du nom de la ville qui a changé). Entre les deux périodes il y a eu un flottement dans l'utilisation des lettres grecques. Teutatis /tewtàtis/ qui a été mal lu par un hellénisant ne connaissant que la prononciation érasmienne du grec[réf. nécessaire].

## Dans la littérature antique

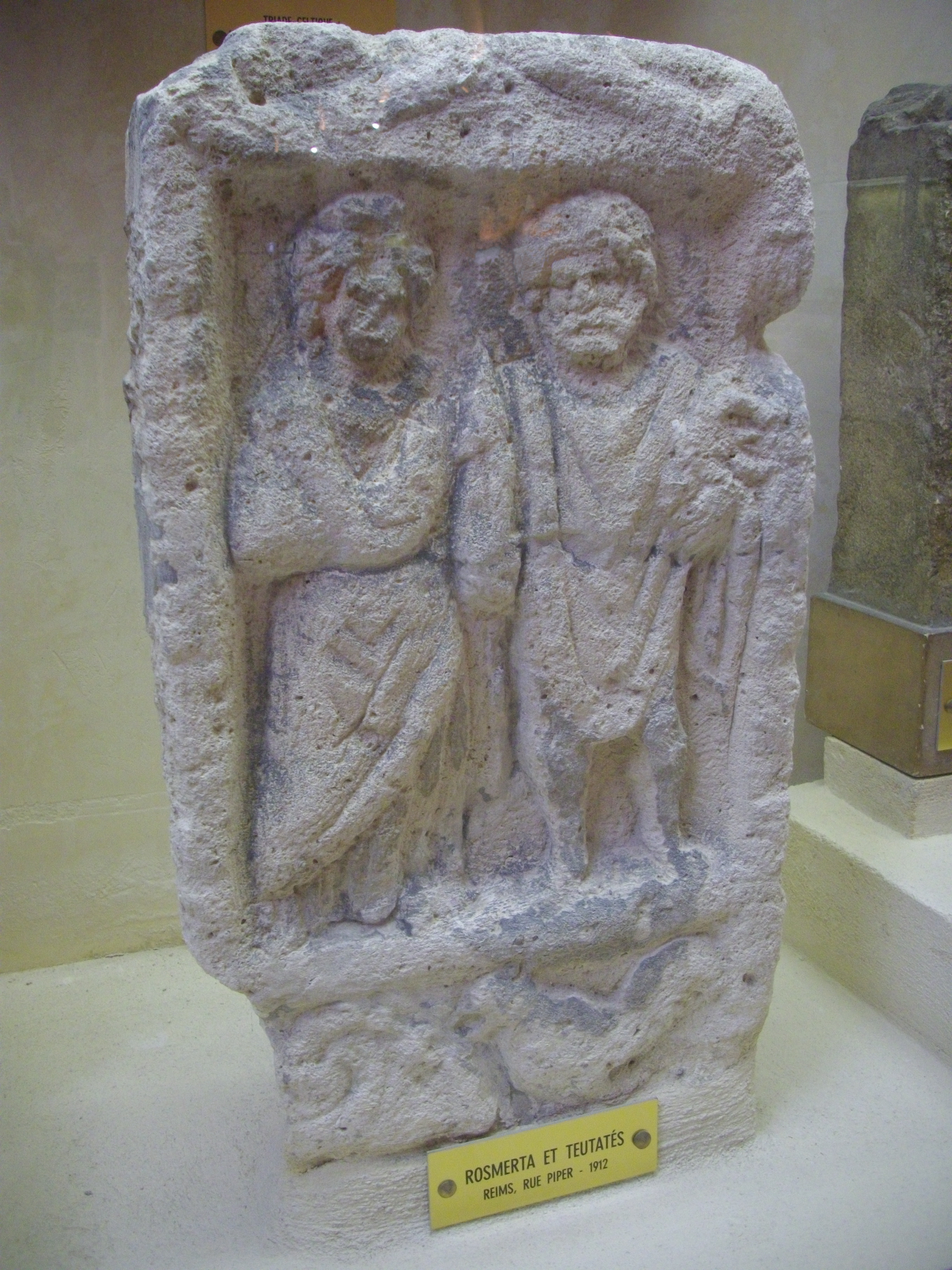
Rosmerta et Teutatès. Musée Saint-Remi de Reims (Marne, France)

Teutates ne figure que dans deux sources littéraires antiques, Lucain et Lactance. Lucain au milieu du premier siècle de l'ère chrétienne fait figurer Teutates dans sa Pharsale (I, 444-446). Dans ses Institutions divines (I, 21, 3), Lactance au quatrième siècle semble reprendre le propos de Lucain « pour l'appliquer au paganisme en général ». Lucain associe Teutates à Esus et à Taranis et évoque des sacrifices humains pour l'apaiser. Selon lui, les Gaulois « apaisent par un sang détestable le féroce Teutates ». Les scholies bernoises de Lucain rattachent Teutates à Mercure et à Mars et évoquent aussi des sacrifices humains. Selon cette source tardive, Teutates serait le nom gaulois de Mercure (Mercurius lingua Gallorum Teutates dicitur) et les victimes humaines lui seraient sacrifiées par asphyxie. Les scholies mentionnent ensuite un Teutates Mars, inspirateur des combats, recevant aussi des sacrifices humains.

## Fonction
Possible équivalent celtique de Mars, Teutatès est apaisé par le sang des victimes sur le champ de bataille[réf. nécessaire]. Il est aussi celui qui juge les morts et décide de la réincarnation qu'ils méritent..., ou mieux, s'ils méritent de vivre éternellement dans le territoire d'Aballon : territoire où l'on trouve des pommes comme son nom l'indique, et en toutes saisons[réf. nécessaire]. Dans les inscriptions, le nom de Teutatès est uniquement associé à celui de Mars : Marti Toutati. On trouve ce type d'inscription notamment dans l’île de Bretagne où on trouve des inscriptions dédiées à Mars Toutatis (RIB 219) et où il semble que son culte ait été répandu.
Patrice Lajoye évoque un possible rôle de protecteur de la cité ou du pagus.
Il est représenté par un sanglier dans diverses sculptures.

## Archéologie
Un certain nombre d'inscriptions dédiées au dieu se trouvent hors de Gaule : Seckau (Autriche), Rome, le mur d'Hadrien, diverses en Grande-Bretagne.

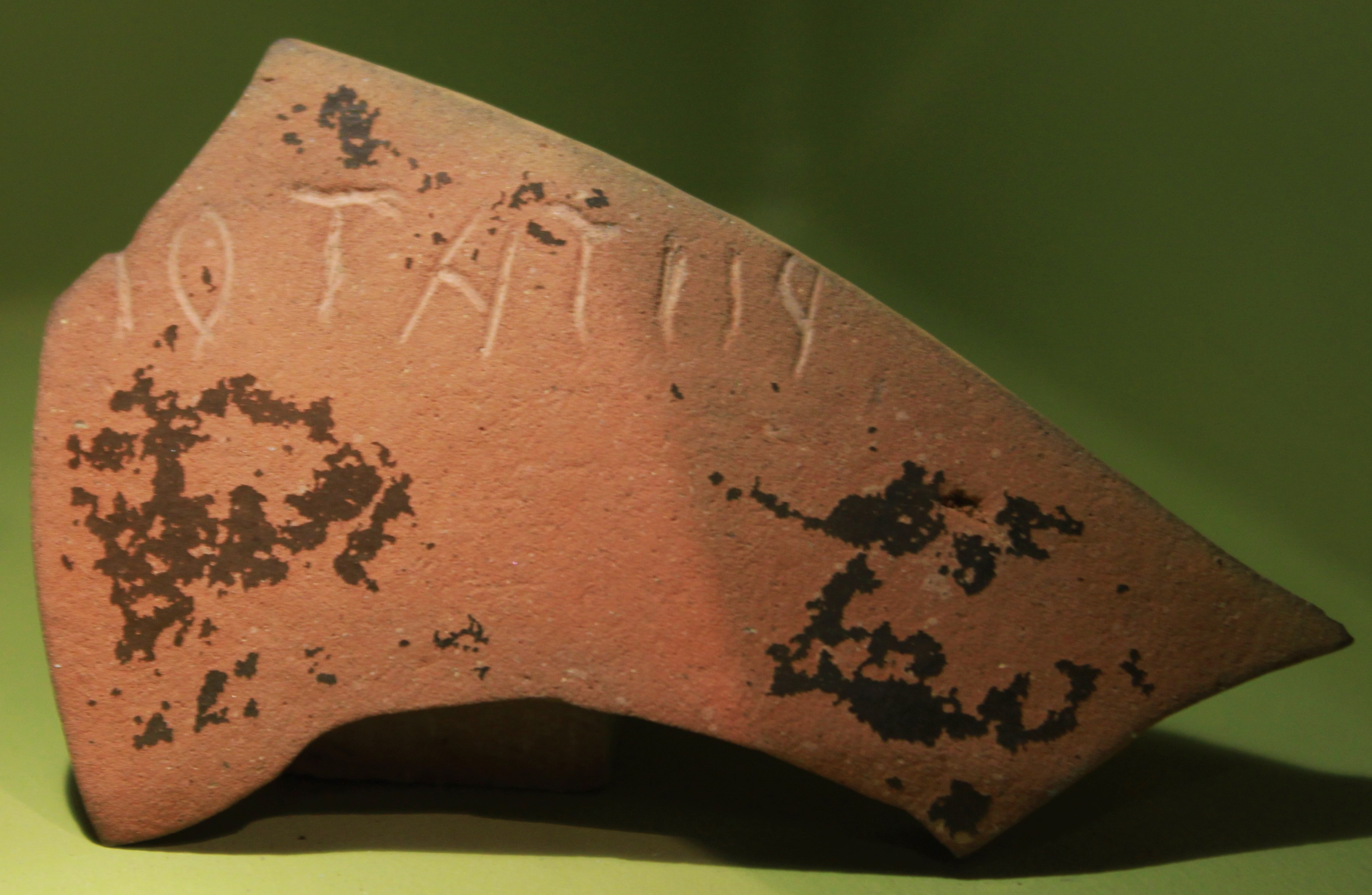
Céramique avec l'inscription Totates, musée de Voingt

En 2007, l'archéologue Bernard Clémençon a découvert dans les caves du musée Bargoin de Clermont-Ferrand cinq fragments de céramique d'époque gallo-romaine, où figure l'inscription TOTATUS ; ces fragments, déposés au musée dans les années 1950, proviennent de fouilles effectuées à Voingt, sur le site de Beauclair. Ces tessons, déposés dans une caisse, n'avaient jamais été examinés complètement auparavant. Un vase, découvert lui aussi à Beauclair en 1882 par l'archéologue Ambroise Tardieu, fut dessiné par ce dernier : sur le dessin, on lit aussi le nom de la divinité. Ce vase, déposé au musée, a disparu depuis.
Teutatis est représenté sur le célèbre chaudron de Gundestrup, retrouvé au Jutland (Danemark).Interprétation abusive ?

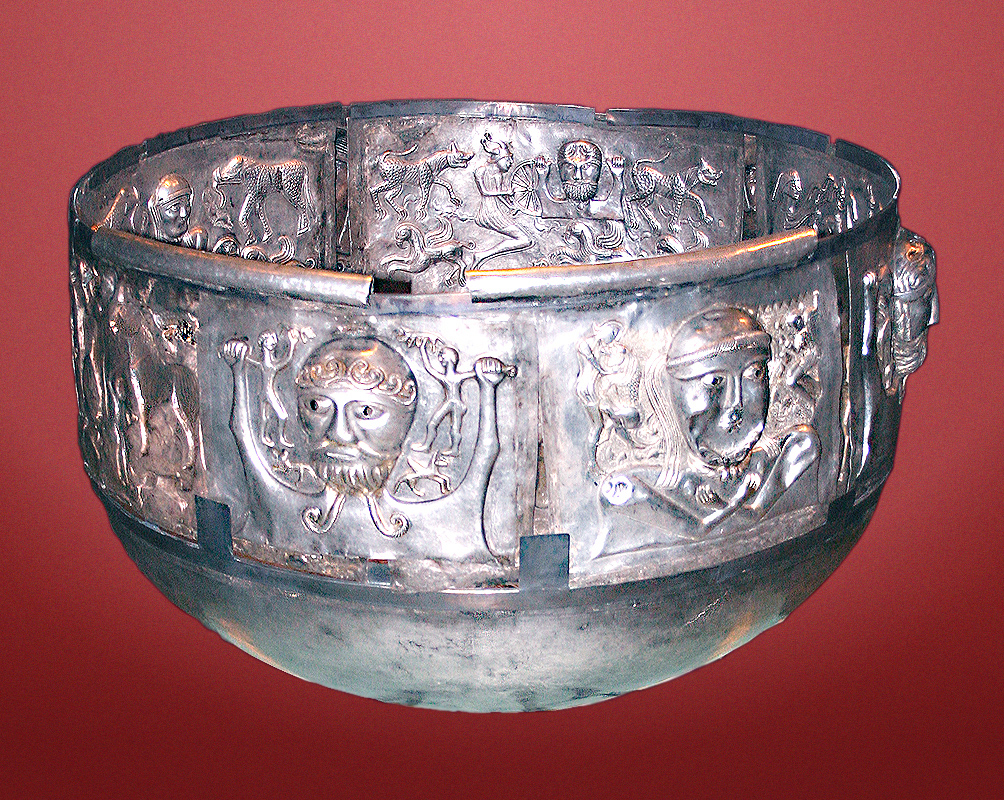
Teutatis est présent au centre gauche sur cette image.

## Évocation moderne

### Astronomie
- Albiorix ou S XXVI (désignation provisoire S/2000 S 11), l'une des lunes de Saturne découverte en 2000 par l'équipe de Brett J. Gladman est nommée d'après Teutatès, Albiorix étant un des nombreux noms du dieu[réf. nécessaire].
- L'astéroïde géocroiseur (4179) Toutatis, découvert en 1989, est nommé en son honneur[10].

### Toutatis dans la culture populaire
Il est connu notamment à l'époque contemporaine par le biais de la bande dessinée Astérix, où il est régulièrement évoqué par l'exclamation « Par Toutatis ! ».

### Programme spatial
TOUTATIS [Test en Orbite d’Utilisation de Techniques d’Action contre les Tentatives d’ingérences Spatiales] est un programme (LPM 2024-2030) de démonstration de lutte contre les actions satellitaires malveillantes (espionnage ou neutralisation) du Commandement de l’Espace, à l'aide de deux microsatellites, un guetteur et un chasseur.